# Opaleni
Opaleni (fr. Les bronzés) – francuska komedia z 1978 roku w reżyserii Patrice’a Leconte’a.
Film parodiuje kluby wakacyjne typu Club Med. Główni bohaterowie (Gigi, Jérôme, Christiane, Jean-Claude i Bernard) przyjeżdżają na wakacje na Wybrzeże Kości Słoniowej.

## Obsada
- Christian Clavier jako Jérôme Tarayre
- Thierry Lhermitte jako Robert Lespinasse (Popeye)
- Marie-Anne Chazel jako Gisèle André (Gigi)
- Josiane Balasko jako Nathalie Morin, żona Bernarda
- Gérard Jugnot jako Bernard Morin, mąż Nathalie
- Michel Creton jako André Bourseault
- Dominique Lavanant jako Christiane
- Martin Lamotte jako Miguel Weissmuller
- Luis Rego jako Georges Pelletier (Bobo)
- Michel Blanc jako Jean-Claude Duce

## Kontynuacje
Powstały dwa filmy będące kontynuacją Opalonych:
- 1979: Slalom niespecjalny (Les bronzés font du ski)
- 2006: Opaleni – przyjaciele na całe życie (Les bronzés 3: amis pour la vie)